# 6979 Shigefumi
6979 Shigefumi è un asteroide della fascia principale. Scoperto nel 1993, presenta un'orbita caratterizzata da un semiasse maggiore pari a 2,6533116 UA e da un'eccentricità di 0,2232853, inclinata di 14,90618° rispetto all'eclittica.